# Dilek-Yarımadası-Büyük-Menderes-Deltası-Nationalpark
Dilek-Yarımadası-Büyük-Menderes-Deltası-Nationalpark (türkisch Dilek Yarımadası-Büyük Menderes Deltası Millî Parkı) ist ein Nationalpark im Westen der Türkei. Das Schutzgebiet gehört zu den Nationalparks mit der größten Artenvielfalt des Landes. Es ist Lebensraum für Hunderte von Vogelarten, Säugetieren, Pflanzen und Meerestieren.

## Geschichte
Die schwer zugängliche und gebirgige Halbinsel Dilek und auch das Delta des Großen Mäanders sind seit jeher kaum besiedelt und damit weitgehend frei von menschlichem Einfluss. Der antike Name des Gebirges war Mykale. Zu den westlichen antiken Siedlungen gehörten Priene, Milet und das Zentralheiligtum des Ionischen Bundes Panionion. Am 19. Mai 1966 erklärte das türkische Ministerium für Forst- und Wasserwirtschaft die Halbinsel um den Gebirgszug Dilek Dağları zum Nationalpark. 1994 wurde das Flussdelta des Großen Mäanders geschützt und dem Nationalpark angegliedert.

## Geographie

Topographische Karte der Region

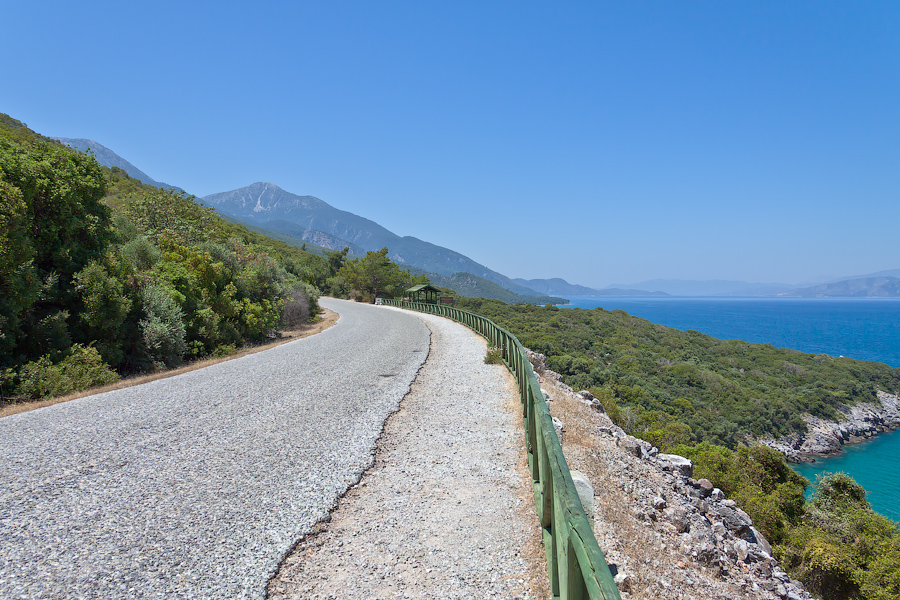
Blick auf die Landschaft der Dilek-Halbinsel, im Hintergrund der Dilek Daği

Zum Nationalpark gehören die Halbinsel Dilek und das Flussdelta des Großen Mäander (türkisch Büyük Menderes). Der Park liegt im Distrikt Kuşadası in der Provinz Aydın an der türkischen Küste der Ägäis. Am nördlichen Rand des Nationalparks liegt das Küstenstädtchen Güzelçamlı. 26 km nördlich liegt Kuşadası. Auf der Halbinsel liegt der Gebirgszug des Dilek (türkisch Dilek Dağları) mit Erhebungen um die 1200 Meter. Der höchste Berg ist mit 1237 Meter der Dilek Daği (in der Antike Mykale). Im Osten grenzen Söke und die Straße Söke–Didim an den Nationalpark.
Der Gebirgszug der Dilek Dağlari auf der Halbinsel ist geprägt von schroffen Hängen und zahlreichen Höhlen, Canyons und Tälern. Die Küste ist geprägt von vielen kleinen sandigen Buchten. Nur wenige der Buchten im Südwesten der Halbinsel dürfen von Doğanbey aus besucht werden.
Das Schutzgebiet zieht sich dann entlang der Küste nach Süden bis Didim und umfasst dort das Mündungsdelta des Großen Mäanders.

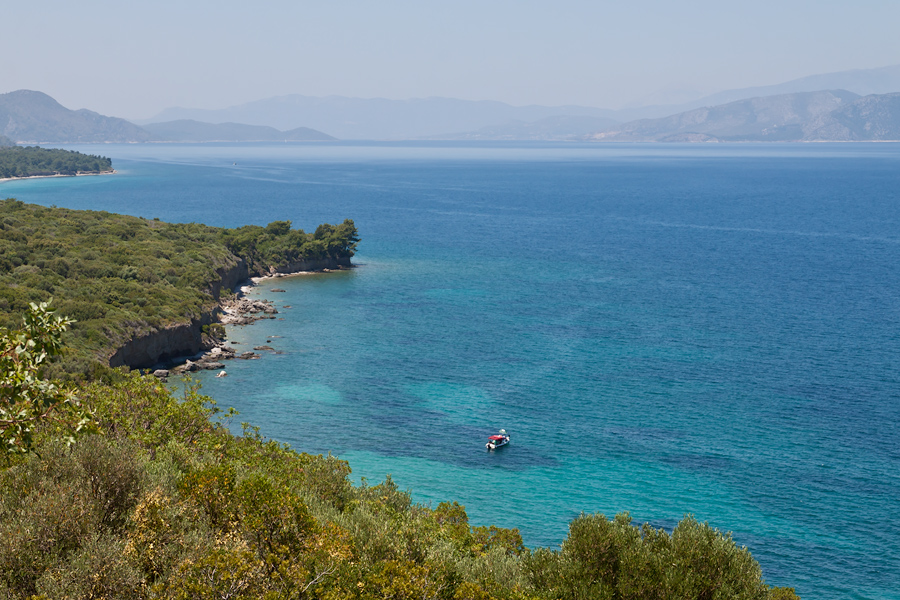
Blick auf die Westküste

Das Flussdelta des Großen Mäanders bedeckt eine Fläche von rund 16.613 ha. Das Delta und seine Feuchtgebiete sind von einer großen Artenvielfalt geprägt und auch von der Ramsar-Konvention geschützt. Grund für diese hohe Biodiversität von Fauna und Flora sind die fruchtbaren Böden und das klare Wasser, die auch viele Zugvögel anziehen. Der nahe Gebirgszug der Halbinsel führt zu einem markanten Temperaturunterschied zwischen Norden und Süden des Nationalparks, der diese Vielfalt begünstigt. Durch das Gebiet führt ein Wanderpfad, außerdem gibt es Möglichkeiten zum Kanufahren und zum Picknicken.

### Klima
Im Nationalpark herrscht ein mediterranes Klima (Klimaklassifikation nach Köppen und Geiger: Csa). Es ist ganzjährig mild und trocken, die Niederschläge fallen meist im  Winter. Das jährliche Temperaturmittel liegt bei rund 18 °C. Die Temperaturen reichen von 8 °C im Winter bis zu 27 °C im Sommer. Auf den Berggipfeln ist es deutlich kälter. Hier werden in manchen Jahren Temperaturen von nicht mehr 13 °C gemessen. Die Niederschlagsmengen sind je nach Region sehr unterschiedlich – je nach Höhe und Nord- oder Südhang. Es werden Niederschlagsmengen zwischen 900 und 1500 mm im Jahr gemessen. So ist auch die Vegetation sehr unterschiedlich zwischen der Küstenregion, dem Flussdelta und den Höhen im Gebirge.

## Geologie

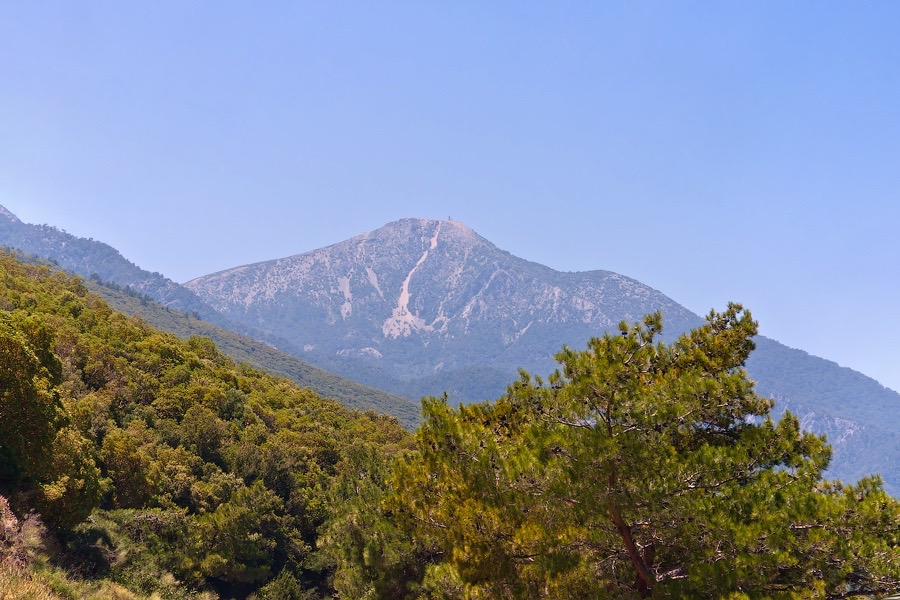
Blick auf den Dilek Daği

Die Region der Halbinsel ist geprägt durch Gesteine wie Glimmerschiefer des Paläozoikums, Kalkstein des Mesozoikums, Marmor-Vorkommen und den Anlagerungen von Ton und anderen Sedimenten im Neogen. Grund für das Geländerelief ist die instabile Plattentektonik der Türkei und die Nähe der Plattengrenze von Anatolischer und Ägäischer Platte.

## Biologie
Im Nationalpark wurden 804 Pflanzenarten und 256 Vogelarten gezählt, außerdem 28 Säugetierarten, 42 Reptilienarten und 45 Fischarten. Der gesamte Nationalpark unterliegt den strengen Richtlinien von Ramsar-Konvention, der Berner Konvention, der Biodiversitätskonvention und dem Übereinkommen von Barcelona.

### Flora
Aufgrund der großen Klima- und Temperaturunterschiede gedeiht im Park nicht nur typische Vegetation der Ägäis, sondern auch die Pflanzenwelt des Mittelmeers, des Marmarameers und des Schwarzen Meers.
So wachsen hier mehr als 804 Pflanzenarten, darunter sechs Endemiten, die nur hier gedeihen, und 30 autochthone Arten. Zu den wichtigsten Arten im Nationalpark gehören Macchien wie Juniperus phoenicea, Pyrus elaeagrifolia, die Türkische Kiefer (Pinus brutia) und der Gerber-Sumach (Rhus coriaria).

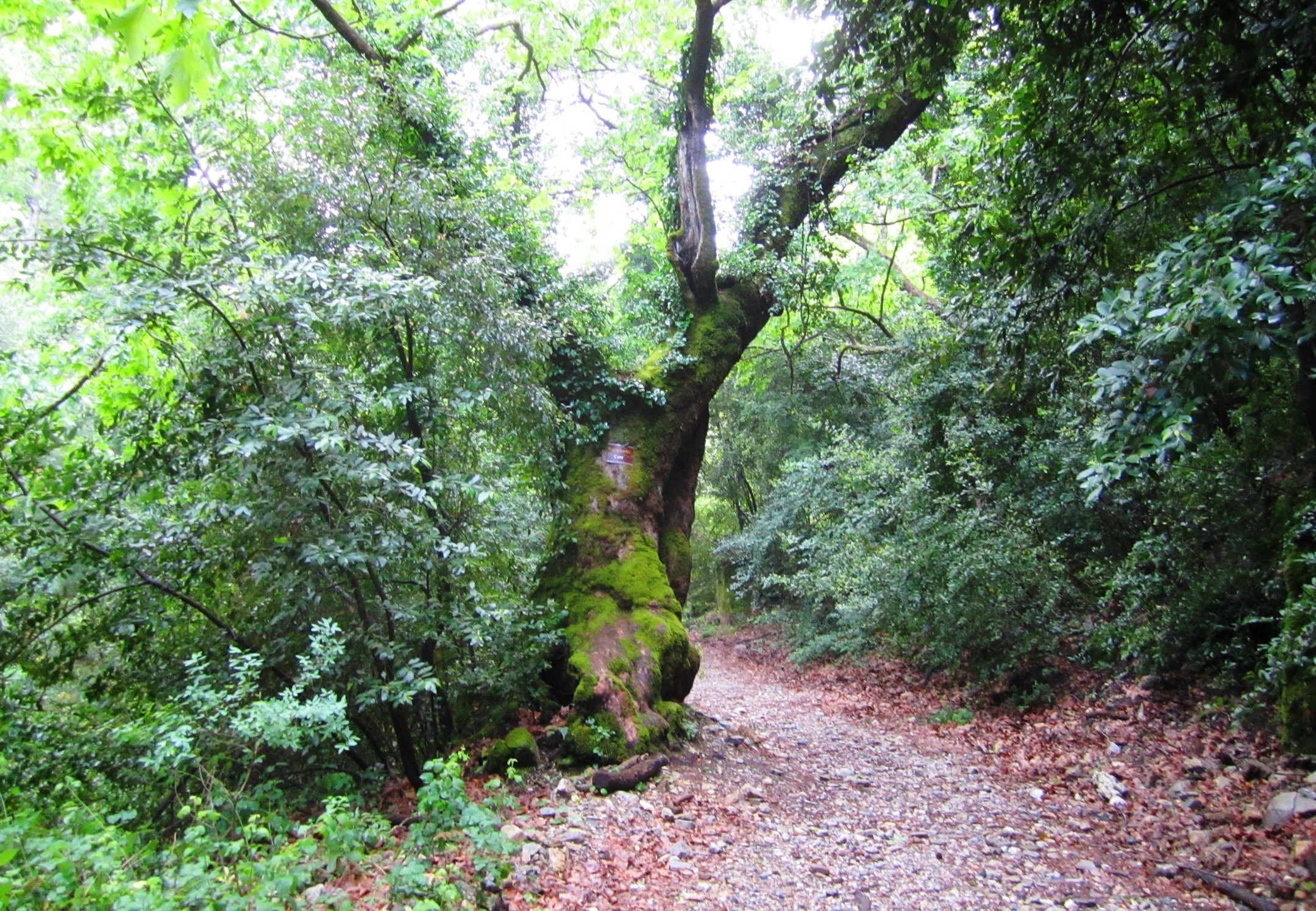
Wanderweg im Nationalpark

### Fauna
Im Nationalpark leben 28 Säugetierarten, 42 Reptilienarten und 45 Fischarten. In den Wäldern der Halbinsel leben Goldschakale (Canis aureus), Eurasische Luchse (Lynx lynx), Streifenhyänen (Hyaena hyaena) und Karakals (Caracal caracal).
An der Südküste der Halbinsel und im Flussdelta des Großen Mäanders leben viele Vogelarten, darunter auch einige gefährdete. Man findet hier Zwergscharben (Microcarbo pygmeus), Seidenreiher (Egretta garzetta), Rötelfalken (Falco naumanni), Seeregenpfeifer (Charadrius alexandrinus), Seeadler (Haliaeetus albicilla) und Krauskopfpelikane (Pelecanus crispus), für die der Park Hauptnistplatz ist.
Auch die Vielfalt an Meereslebewesen ist hoch. Meeresschildkröten und Säugetiere wie Mönchsrobben, Finnwale (bisher erst ein Mal gesichtet, sowie fünf Strandungen), und Delfine wurden bereits im Bereich des Nationalparks gesehen.

## Tourismus

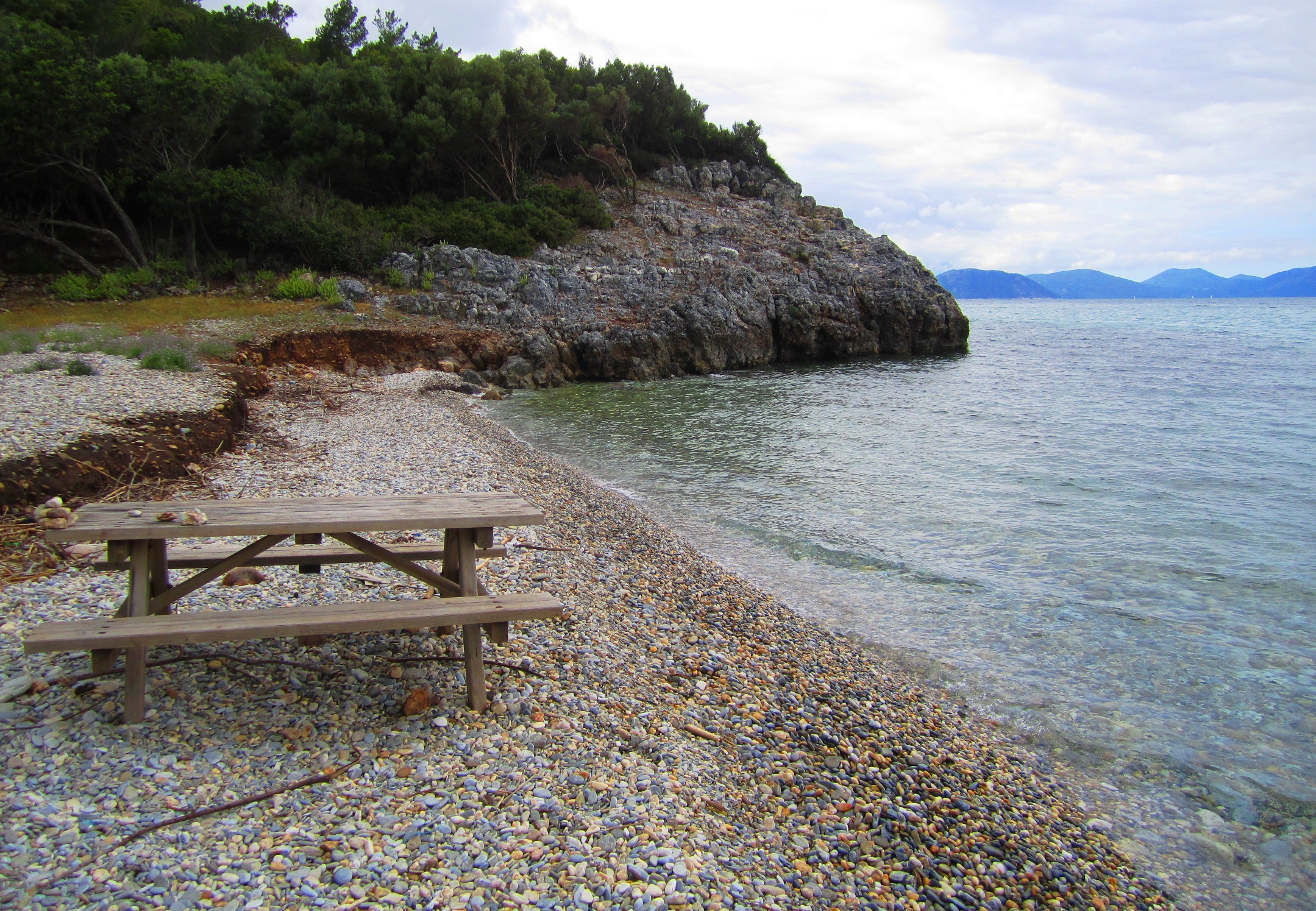
Kieselstrand

Der Naturpark ist von einem Netz von Wanderwegen durchzogen. Schwimmen und Angeln ist nur sehr begrenzt erlaubt.
Die meisten Besucher kommen im Frühjahr und Sommer. In dieser Zeit ist der Nationalpark von 8:00 and 19:00 Uhr geöffnet. Im Herbst und Winter schließt der Park um 17:00 Uhr. Am Eingang muss ein Eintritt bezahlt werden. Camping, offenes Feuer und Übernachten sind außerhalb der dafür vorgesehenen Plätze im Park verboten. Man erreicht den Park von Kuşadası mit dem Dolmuş und der Fähre nach Güzelçamlı. In jedem Jahr besuchen den Park rund 700.000 Gäste aus dem In- und Ausland.

## Sehenswürdigkeiten

### Zeus-Höhle
Die Höhle des Zeus (türkisch Zeus Mağarası) liegt direkt am nördlichen Eingang zum Nationalpark bei Güzelçamlı. Die Höhle ist zugänglich und der Eingang dicht bewachsen. Sie ist gefüllt mit unterirdischem Quellwasser.